# Achyronia mollis
Achyronia mollis là một loài thực vật có hoa trong họ Đậu. Loài này được (Lam.) Kuntze mô tả khoa học đầu tiên năm 1891.